# Sinister (группа)
Sinister — нидерландская дэт-метал группа, основанная в 1988 году в Схидаме, Нидерланды.

## История
Дэт-метал группа Sinister образовалась в 1988 году в Нидерландах. В её первоначальный состав вошли Майк Ван Мастригт (вокал), Рон Ван Полдер (гитара) и Адри Клостервард (ударные). Позже к ним присоединился басист Корзас. В таком составе было записано демо Perpetual Damnation, разошедшееся тиражом в 1500 копий. В 1990 году Sinister подписывают контракт с Nuclear Blast Records.
В начале 1992 года на этом лейбле выходит дебютный альбом Cross The Styx. В поддержку диска группа отправляется в тур по Европе вместе с Suffocation, Cannibal Corpse и Deicide. На следующий год в продаже появляется второй альбом под названием Diabolical Summoning. На песню Leviathan был снят видеоклип, который пока так и остался единственным.
В 1995 году выходит диск Hate. Выпуск релизов сопровождался активной гастрольной деятельностью — за два года группа отыграла порядка 55 концертов в США и Европе. В 1996 году выходит ЕР Bastard Saints. В 1997 году Sinister покидает вокалист Майк Ван Мастригт. На его место был взят Эрик Де Виндт, с которым был записан альбом Aggressive Measures, вышедший в 1998 году. Следующий год команда провела в гастролях. Также музыканты приняли участиве в таких фестивалях, как Wacken Open Air, Milwaukee Metalfest и Chech Dynamo.
В августе 1999 года из Sinister уходит Де Виндт, замененный Йостом из Inhume. Но вскоре его место заняла Рэйчел Хейзер. Её дебют состоялся на Creative Killings, который вышел в 2001 году. В 2003 году выходит альбом Savage Or Grace.
17 апреля 2004 года Sinister официально заявили о своем распаде. Однако, спустя год лидер группы Адри Клостервард изменил своё решение и объявил о возвращении группы на дэт-металлическую сцену. В новый состав, помимо Клостерварда, переключившегося с ударных на вокал, также вошли гитарист Алекс Паул, барабанщик Паул Белтман и басист Бас Ван Ден Богард. 5 декабря 2005 года группа отправляется в немецкую студию Stage One Studios, где под руководством продюсера Энди Классена, приступает к записи своего нового альбома. Afterburner вышел в начале 2006 года на Nuclear Blast Records. Осенью 2008 года вышел альбом The Silent Howling.
В октябре 2023 года группа записала альбом и в настоящее время записи находятся в студии для сведения и мастеринга.

## Состав

### Текущий состав
- Адри Клостервард — вокал (2005—настоящее время), ударные (1988—2003)
- Алекс Паул — гитара (2005—настоящее время), бас-гитара (1997—2003)
- Бас Ван Ден Богард — бас-гитара (2005—настоящее время)
- Эдвин Ван Ден Эден — ударные (2008—настоящее время)

### Бывшие участники
- Рон Ван Де Полдер — гитара, бас (1988—1992, 2003)
- Майк Ван Мастрит — вокал (1988—1996)
- Корзас — бас (1989—1991)
- Франк Фазе — гитара (1991)
- Андрэ Толхёйзен — гитара (1991—1994)
- Барт Ван Валленбург — гитара, бас (1992—2002)
- Михел Алдерлифстен — бас (1996)
- Эрик Де Винд — вокал (1997—1999)
- Йост — вокал (2000)
- Рэйчел Хейзер-Клоостерваад — вокал (2001—2003)
- Паскаль Гревинга — гитара (2003)
- Паул Белтман — ударные (2005—2008)

## Дискография
- Putrefying Remains/Spiritual Immolation (1990, EP)
- Sinister (1990, EP)
- Cross the Styx (1992)
- Diabolical Summoning (1993)
- Hate (1995)
- Bastard Saints (1996, EP)
- Aggressive Measures (1998)
- Creative Killings (2001)
- Savage Or Grace (2003)
- Afterburner (2006)
- The Silent Howling (2008)
- Legacy Of Ashes (2010)
- The Carnage Ending (2012)
- The Post Apocalyptic Servant (2014)
- Dark Memorials (2015)
- Syncretism (2017)
- Deformation of the Holy Realm (2020)